# Gaskrieg in Bolivien
Der sogenannte Gaskrieg in Bolivien bezieht sich auf einen innerstaatlichen Konflikt um die Konzessionsrechte des bolivianischen Erdgases, infolge dessen es im Jahr 2003 zu gewaltsamen Ausschreitungen zwischen mehrheitlich indigenen Protestbewegungen und der bolivianischen Armee kam. Ausgangspunkt des Konfliktes war ein Handelsvertrag zwischen der bolivianischen Regierung unter dem Präsidenten Gonzalo Sánchez de Lozada und internationalen Konzernen, welcher den Verkauf von bolivianischem Erdgas zu Preisen unter dem Weltmarktniveau ermöglichen sollte. Die zivile Protestbewegung errichtete daraufhin landesweit Straßenblockaden, was besonders in der Regierungshauptstadt La Paz und der angrenzenden Großstadt El Alto zu einer schweren Versorgungskrise führte. Aus diesem Grund veranlasste das Militär auf Befehl des Präsidenten die gewaltsame Auflösung der Blockaden. Insgesamt forderte der sogenannte „schwarze Oktober“ über 60 zivile Todesopfer und über 400 Verletzte, was schlussendlich zum Rücktritt des Präsidenten und zu seiner Flucht in die USA mit anschließendem Exil führte.

## Ursprünge des Konfliktes
Die Regierung des Präsidenten Gonzalo Sanchez de Lozada (genannt: Goni) implementierte eine hauptsächlich neoliberale Wirtschaftspolitik mit dem Ziel die bis dato verstaatlichen fossilen Energieressourcen des Landes zu privatisieren. Aus diesem Grund initiierte seine Regierung im Jahre 2003 in Zusammenarbeit dem internationalen Firmenkonsortium „Pacific LNG“ (Repsol/YPF, British Gas & British Petroleum) einen Konzessionsvertrag zur Ausbeutung und Verkauf des natürlichen Erdgases. Der ausgehandelte Vertrag zum Export des bolivianischen Gases in die USA hätte unverhältnismäßig hohe Gewinne für die beteiligten Unternehmen bedeutet. Laut dem Lateinamerikanischen Rat für Sozialwissenschaften CLACSO hätten die beteiligten transnationalen Konzerne für jeden Dollar, den sie steuerlich an den bolivianischen Staat abführen, einen gleichzeitigen Gewinn von 24 Dollar verbucht.
Die Tatsache, dass der chilenische Hafen Patillos als Zwischenstation für den Export des Erdgases dienen sollte, wurde von der bolivianischen Bevölkerung als weiterer Affront aufgefasst, da der Verlust des Meereszugangs im Salpeterkrieg gegen Chile noch immer stark im kollektiven Bewusstsein verankert ist.

## Generalstreik und landesweite Straßenblockaden
Im September 2003 formierte sich landesweit Widerstand gegen die geplanten Gasexporte und führte am 19. September zu einer ersten Mobilisierungskampagne der Zivilgesellschaft, bei der zum nationalen Generalstreik aufgerufen wurde und sich über 500.000 Menschen im ganzen Land zum Protest versammelten. Die Forderungen der Protestbewegung umfassten die sofortige Annullierung der Exportverträge für bolivianische Ressourcen, den Rücktritt des Präsidenten Sánchez de Lozada und die Wahl einer verfassungsgebenden Versammlung zur Neuausrichtung des bolivianischen Staates.

### „Schwarzer Oktober“
Der sogenannte „Schwarze Oktober“ (Octubre negro) beschreibt die darauffolgenden gewaltsamen Auseinandersetzungen zwischen der Protestbewegung und den bolivianischen Sicherheitskräften, im Zuge deren mehr als 60 Zivilisten getötet und über 400 verletzt wurden. Zentraler Schauplatz der gewaltsamen Auseinandersetzungen war die Stadt El Alto. Aus dem ganzen Land kamen Bergleute, Gewerkschaften, Bauernverbände und indigene Basisorganisationen nach El Alto, um die Zivilbevölkerung bei den Straßenblockaden zu unterstützen. Die darauffolgenden Engpässe bei der grundlegenden Versorgung der angrenzenden Regierungshauptstadt La Paz beantwortete die Regierung mit gewaltsamen Auflösungen der Blockaden, bei denen unter anderem Panzer und Helikopter des Militärs eingesetzt wurden. Bei einer solchen Operation zur Belieferung der Stadt La Paz mit drei Tanklastwagen voller Erdöl wurden insgesamt 26 Zivilisten getötet. Nach diesem Ereignis trat der Vizepräsident Carlos Mesa und viele weitere Kabinettsmitglieder aus der Regierung von Sánchez de Lozada zurück. Daraufhin verkündete der Präsident das Ende der Konzessionsverträge zur Ausbeutung des bolivianischen Erdgases an. Trotzdem hielten die gewaltsamen Proteste an und führten einige Tage später zum Rücktritt und Exil des Präsidenten.

## Juristische Aufarbeitung

### Gerichtsprozess in Bolivien
Im Jahre 2011 kam es zu einem ersten Gerichtsprozess zur Aufarbeitung der Verbrechen gegen die bolivianische Zivilbevölkerung. Im Zuge dessen wurden sieben verantwortliche Militärs der bolivianischen Armee wegen Mord, Folter und „Genozids in Form eines blutigen Massakers“ zu langjährigen Haftstrafen zwischen 3 und 15 Jahren verurteilt.

### Gerichtsprozess in den USA
Im April 2018 verurteilte ein US-Gericht in Fort Lauderdale den Ex-Präsidenten Sánchez de Lozada und seinen ehemaligen Verteidigungsminister zu insgesamt 10 Millionen US-Dollar Schmerzensgeld an die Opfer der Massaker in El Alto. Die neun Kläger waren Hinterbliebene der damaligen Opfer und verkündeten das Geld gerecht zwischen allen betroffenen Familien aufzuteilen.